# So Young-en
Seu Yeong-en (서영은) (nascuda el 18 de maig de 1943) és una escriptora coreana.

## Biografia
Seu Yeong-en nasqué a Gangneung, província de Gangwon-do, Corea. Estudià en la Universitat Konkuk filologia anglesa, però la deixà al 1965. Al 1968 publicà el relat curt "El pont" (Gyo) en Món de pensaments (Sasanggye), i a l'any següent "Jo i jo" (Nawa na) es publicà en Literatura mensual (Wolgan munhak). També treballà com a editora per a Pensament Literari (Munhaksasang) i fou periodista de Literatura coreana (Hanguk munhak) sota l'edició de Lee Mungu.

## Obra
L'obra de Seu Yeong-eun conté un nihilisme profundament arrelat. Els seus personatges són gent corrent que desitja una existència espiritual elevada, alhora que lluita amb les seues vides tedioses i sense sentit. En "Com creuar un desert" (Samageul geonneoganeun beop, 1975), la psicologia d'un home que intenta superar les doloroses memòries de la Guerra del Vietnam i tornar a la seua vida normal s'expressa per la relació amb un altre home que viu en el seu món de fantasia. En "La ploma d'or" (Hwanggeum gitteol, 1980), un poeta mediocre de mitjana edat s'adona que l'esforç de tota la seua vida de conservar la puresa del seu fervor literari no li ha donat res. En contemplar la seua vida insulsa, veu que mai aconseguirà l'ideal que anhelava. L'oposició entre l'ideal inassolible i la realitat que es rebutja també és el tema de "Gent de Gwansa" (Gwansa saramdeul), que mostra la forma en què les normes i els hàbits de la vida diària poden corrompre la puresa humana. Per contra, "Sullaeya, sullaeya" (1980) tracta d'una dona que escapa de la tirania de la rutina. En "Benvolgut amor distant" (Meon geudae, 1983), potser el seu treball més conegut, bellesa i perfecció espiritual es conjuguen dins d'una dona aparentment patètica que aguanta en silenci i s'aixeca sobre l'opressiva i injusta realitat per aconseguir la pau interior. Tant la ploma daurada que apareix en "La ploma d'or", el camell en "Benvolgut amor distant" i la papallona en "Gent de Gwansa" simbolitzen l'afirmació positiva del nihilisme elevat al nivell de puresa espiritual absoluta.
Reculls de relats curts
- Com creuar un desert (Samageul geonneoganeun beop, 1977)
- Un festival de carns i ossos (Sal gwa ppyeoui chukje, 1978)
- Sullaeya, sullaeya (1981)
- La ploma daurada (Hwanggeum gitteol, 1984)
- El final del riu (Gangmurui kkeut, 1984)
- Una finestra amb escala (Sadariga noin chang, 1990)
- Del camí cap al mar (Gireseo badatkaro, 1992)
- Del camí dels somnis al camí dels somnis (Kkumgireseo kkeumgillo, 1995).

## Premis
- Premi Yi Sang per "Benvolgut amor distant" (1983)
- Premi Yeonam per "Una finestra amb escala" (1990)